# François Bovesse
François Louis Charles Marie Bovesse (Namen, 10 juni 1890 - aldaar, 1 februari 1944) was een Belgisch liberaal politicus en schrijver.

## Levensloop
François Bovesse werd geboren als zoon van François Bovesse (1865-1933) en Jeanne Richard-Jacques (1870-1963). Hij trouwde in 1912 met Juliette Bilande (1889-1961).
In 1914 studeerde hij als doctor in de rechten af aan de Luikse universiteit. Tijdens zijn studies engageerde hij zich in de Waalse Beweging en de Jeune Garde Libérale. In 1913 stichtte hij de Naamse afdeling van de Ligue wallonne. Tijdens de Eerste Wereldoorlog werd hij onder de wapens geroepen. Nadat hij gewond raakte, werd hij toegewezen aan het militaire auditoraat van Calais. 
Na de oorlog schreef Bovesse zich als advocaat in bij de balie van Namen. Ook was hij stichter en van 1912 tot 1914 bestuurder van het dagblad Sambre et Meuse en van 1930 tot 1933 politiek directeur van het liberale dagblad La Province de Namur. Van 1921 tot 1932 was hij liberaal gemeenteraadslid en van 1927 tot 1929 schepen van Namen.
Van 1921 tot 1925 en van 1929 tot 1937 zetelde hij voor het arrondissement Namen in de Kamer van volksvertegenwoordigers. In het parlement hield hij zich vooral bezig met taalkundige kwesties en de defensieproblematiek en verzette hij zich hevig tegen de vernederlandsing van de Rijksuniversiteit Gent, dat gepaard ging met zijn onbegrip tegenover de Vlaamse Beweging. Bovesse verzette zich ook tegen elke versterkte tweetaligheid en tegen de regionale rekrutering in het Belgische leger, die volgens hem tot de verdeling van België kon leiden. Op het vlak van defensie was hij bovendien een voorstander van de versterking van de verdediging aan de Oostgrens en van een nauwer aanhalen van de banden met Frankrijk.
Van 1931 tot 1932 was Bovesse minister van PTT, van 1934 tot 1935 en van 1936 tot 1937 was hij minister van Justitie en van 1935 tot 1936 minister van Openbaar Onderwijs. Daarnaast is hij bekend door de "wet-Bovesse" waarin bepaald werd wat de rechten en plichten zijn van een ambtenaar in oorlogstijd. Deze regels werden vervat in het Burgerlijk mobilisatieboekje en waren een leidraad voor de ambtenaren bij de Duitse inval in 1940.
Naar aanleiding van de amnestiekwestie verliet hij in april 1937 de regering in moeilijke omstandigheden. Vervolgens werd hij van 1937 tot 1940 gouverneur van de provincie Namen. In die functie opperde hij samen met Jean Grafé, secretaris-generaal van de vereniging Les Amis de l'Art Wallon, de idee om een museum op te richten, gewijd aan het grafisch werk van de Naamse kunstenaar Félicien Rops.
Bovesse was actief vrijmetselaar en was grootmeester van het Grootoosten van België tussen 1937 en 1944. Hij was ook een uitgesproken wallingant. Al vanaf 1910 zette hij zich hiervoor in en hij organiseerde in 1923 Fêtes de Wallonie.

## Tweede Wereldoorlog
Aan het begin van de Tweede Wereldoorlog verliet Bovesse België samen met de Belgische regering en werd door deze benoemd tot hoge commissaris in Sète, Frankrijk. Hij liet er zich in met het lot van de gevluchte Belgen.
Bij zijn terugkomst in België verbood de Duitse bezetter zijn functie als gouverneur verder uit te oefenen, waarop hij weer advocaat werd. Als antifascist klaagde hij de praktijken van de bezetter aan en vormde zo een voorbeeld van burgerlijk verzet. Dit leverde hem een veroordeling op tot een half jaar gevangenisstraf. In 1943 protesteerde hij tegen de risico's van een koninklijke dictatuur.
Na de moord op de leider van de Naamse rexisten en zijn vrouw op 31 januari 1944, werd Bovesse als represaille de volgende morgen door rexisten doodgeschoten in zijn eigen woning.

## Publicaties
Naast zijn politieke loopbaan was François Bovesse ook auteur. Een deel van zijn werken is onuitgegeven gebleven. Onder zijn publicaties zijn te vermelden:
- Histoires d'un autre temps (1940),
- Meuse (1938),
- La douceur mosane, dichtbundel (1938)
- Vercuchet et compagnie (1938-1943), toneelstuk.